# DIY (luta profissional)
#DIY é uma dupla de luta livre profissional formada pelos lutadores americanos Johnny Gargano e Tommaso Ciampa. Eles atuam no SmackDown onde conquistaram o WWE Tag Team Championship (2024–presente).
A equipe foi formada em 13 de agosto de 2015 para competir no primeiro torneio Dusty Rhodes Tag Team Classic, acabando eliminados na segunda fase. Depois disso, os dois continuaram lutando esporadicamente de forma individual no NXT e como uma dupla em promoções independentes, como a Pro Wrestling Guerrilla. Em abril de 2016, foi noticiado que Gargano e Ciampa haviam assinado um contrato com a WWE para lutarem regularmente no NXT.
Após essa data, eles restabeleceram sua aliança e começaram uma rivalidade com The Revival (Scott Dawson e Dash Wilder) pelo Campeonato de Duplas do NXT. Depois de serem derrotados no NXT TakeOver: Brooklyn II, a equipe ganharia o título durante o NXT TakeOver: Toronto em 19 de novembro de 2016, mantendo-o por 70 dias até perderem no NXT TakeOver: San Antonio para os The Authors of Pain (Akam e Rezar).

## Antecedentes
Johnny Gargano já havia trabalhado para a WWE. Em 27 de março de 2007 ele apareceu como o "campeão de Liechtenstein", Cedrick Von Haussen, em um episódio do programa SmackDown, perdendo para Montel Vontavious Porter. Fez outra aparição para a empresa no NXT de 25 de maio de 2010, retratando um segurança. A última aparição de Gargano foi durante a gravação do Superstars em 20 de setembro de 2011. Usando o nome de ringue Joey Gray, foi derrotado por Brodus Clay.
Tommaso Ciampa também teve uma passagem pela WWE entre 2005 e 2007. Fazendo sua estreia no SmackDown de 14 de julho de 2005, ele usou o nome Thomas Whitney e representou um dos advogados de Muhammad Hassan que foi atacado por The Undertaker. No programa Heat de 25 de agosto de 2006 formou dupla com Kofi Kingston e foram derrotados por Lance Cade e Trevor Murdoch em uma luta preliminar. Ciampa então foi mandado para a Ohio Valley Wrestling, território de desenvolvimento da WWE, ficando lá até agosto de 2007, quando foi dispensado.

## História

### Estreia
Durante o NXT TakeOver: Brooklyn em 22 de agosto de 2015, o gerente geral William Regal anunciou o torneio Dusty Rhodes Tag Team Classic em memória de Dusty Rhodes, um treinador de longa data e produtor do NXT que havia morrido no começo daquele ano. Gargano e Ciampa foram apresentados como uma das equipes participantes no episódio do NXT de 2 de setembro. Na semana seguinte eles fizeram sua estreia, derrotando Tyler Breeze e Bull Dempsey na primeira fase da competição. No entanto, eles foram eliminados por Baron Corbin e Rhyno em 16 de setembro.
Os dois então fizeram uma série de aparições em promoções independentes. Lutando pela Pro Wrestling Guerrilla, foram derrotados pelos campeões mundiais de duplas da PWG The Young Bucks (Matt Jackson e Nick Jackson) em um combate pelo título deles no PWG All-Star Weekend XI - Night 1 em 11 de dezembro. Tiveram ainda uma change pelo Campeonato de Duplas da DREAMWAVE no show Season Premiere em 2 de janeiro de 2016, mas foram derrotados pelos campeões Team Overkill (Christian Rose e Matt Cage). A dupla ainda fez aparições de uma noite na Absolute Intense Wrestling, Universal Independent Wrestling, Beyond Wrestling, Wrestling For Warriors e AAW: Professional Wrestling Redefined.

### Campeões de duplas do NXT
Em 2 de abril de 2016 foi noticiado que eles tinham assinado um contrato com a WWE e portanto apareceriam regularmente no NXT. Ambos voltaram com sua parceira no episódio de 13 de abril do NXT, onde derrotaram os Vaudevillains (Aiden English e Simon Gotch). Em junho, os dois foram anunciados como participantes do Cruiserweight Classic. Na primeira fase, transmitida em 3 de agosto, Gargano derrotou Ciampa.
Neste mesmo período, eles começaram uma rivalidade com os campeões de duplas do NXT The Revival (Scott Dawson e Dash Wilder). No NXT de 1 de junho, a equipe confrontou e derrotou Dawson e Wilder em uma luta de duplas sem o cinturão em jogo. Isto deu aos dois uma change pelos títulos no NXT TakeOver: Brooklyn II, mas não conseguiram vencer. Em 4 de outubro, os #DIY foram anunciados para o segundo Dusty Rhodes Tag Team Classic. Gargano e Ciampa estrearam no torneio em 26 de outubro, derrotando Ho Ho Lun e Tian Bing. Na fase seguinte, eles deveriam lutar contra os Revival, mas estes abandonaram o torneio afirmando que Dawson estava lesionado. Na semifinal, realizada em 9 de novembro, a dupla foi eliminada por The Authors of Pain (Akam e Rezar) depois de Gargano ser atacado por Dawson. Os dois receberam outra chance pelo Campeonato de Duplas no NXT TakeOver: Toronto, desta vez em uma luta de duas quedas. Eles conseguiram vencer o confronto por dois a um e se tornaram nos novos campeões.

## Na luta livre
- Movimentos de finalização da dupla
  - Meeting In The Middle {Superkick (Gargano) e knee strike (Ciampa)}[30]

- Movimentos de finalização de Gargano
  - Crosston Crab (Cross-legged Boston crab)[6]
  - Gargano Escape[4][31] / Garga-No-Escape[32] (Chickenwing over the shoulder crossface,[4] às vezes com um stepover toehold)[33]
  - Hurts Donut[34][4] / Uniquely You[35] (Full nelson levantando e caindo em um STO reverso)[6][4]
  - Swinging reverse STO[36][35]

- Movimentos de finalização de Ciampa
  - Bridging Fujiwara armbar[37][38]
  - Project Ciampa (Powerbomb em um double knee backbreaker)[39]
  - Sicilian Stretch[40] (Underhook crossface duplo)[41]

- Temas de entrada
  - "Chrome Hearts" por CFO$ (9 de setembro de 2015–presente)[42]

## Campeonatos e prêmios
- NXT
  - Campeonato de Duplas do NXT (1 vez)[29]